# Axim
Axim（アクシム）は Windows Mobile OS を搭載した、デル社製の携帯情報端末（PDA）である。

## モデル

### X5シリーズ
AXIMシリーズの最初期型であり、デルで初めて開発されたPDAでもある。2002年発売。スタンダードモデルとハイエンドモデルの2種類が用意されていた。国内販売は無く、海外での販売のみ。
スタンダードモデルはIntelのXScale PXA250プロセッサ(300MHz)、32MB RAM、32MB フラッシュROM、タイプII コンパクトフラッシュスロット、SD / MMC用スロット、16ビットQVGA（240×320ドット）TFTディスプレイ、スピーカー、マイクを搭載し、US $ 279で販売。ハイエンドモデルは、クロック周波数を上昇させたIntel XScaleプロセッサ(400MHz)、64MB RAM、48MB フラッシュROMを搭載し、US $ 349で販売された。Pocket PC 2002がインストールされていたが、Windows Mobile 2003へのアップグレードも公式に提供された。それ以降のOSのアップグレードは提供されていない。

### X3シリーズ
2003年10月に発売。新デザインの筐体を採用。このX3から日本市場での販売も開始した。スタンダードモデルにX3、ハイエンドモデルにX3iとして2つのモデルが用意された。OSはWindows Mobile 2003。
前型のX5と基本的な構成に変更はないが、X5にあったコンパクトフラッシュスロットが無くなり、プロセッサがPXA250からPXA263に変更されている。X3は300MHzのPXA263プロセッサ、32MB RAM、32MB フラッシュROMを搭載。販売価格は29,800円。X3iは400MHzのPXA263プロセッサ、64MB RAM、64MB フラッシュROM、Bluetooth、WiFiを搭載。販売価格は3万7800円。

### X30シリーズ

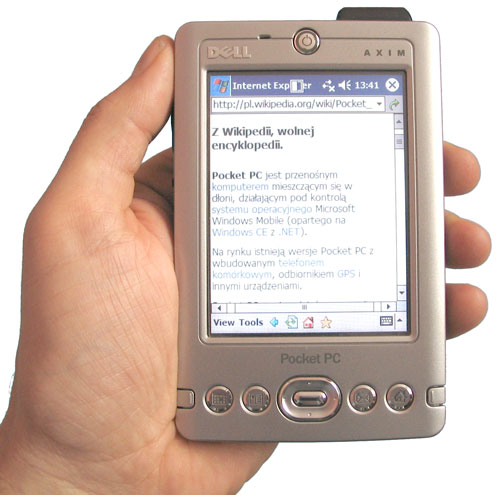
Dell Axim X30

2004年 8月17日に3機種が発売（内1機は海外販売のみ）。デザインこそX3と変わりないが、OSがWindows Mobile 2003 SEにアップグレードされ、プロセッサがXscale  PXA270に変更された。
スタンダードモデルは、312MHzのPXA270プロセッサ、32MB RAM、32MBフラッシュROMを搭載したものが34,800円で、ハイエンドモデルは624MHzのPXA270プロセッサ、64MB RAM、64MBフラッシュROMを搭載したものが49,800円で販売された。ハイエンドモデルには前型同様にWiFiを搭載している。海外では312MHzのプロセッサを採用していること以外は、ハイエンドモデルと同様の構成のモデルをスタンダードモデルとして販売している。そのため、日本でのスタンダードモデルは海外でのエントリーモデルに値する。

### X50シリーズ
2005年1月13日に3種類が発売（内1機は海外販売のみ）。X3、X30では省かれていたコンパクトフラッシュスロットが備わった新デザインの筐体が採用され、スタンダードモデルにX50、ハイエンドモデルにX50vとして、国内では2つのモデルを用意。OSは前型と変わらずWindows Mobile 2003 SE。X30シリーズまでは全機種に標準で専用クレードルが付属していたが、X50シリーズからはハイエンドモデルのみにクレードルが付属するようになり、スタンダードモデルは別売りとなった。WiFiはスタンダード、ハイエンドモデル両機種ともに標準搭載するようになった。スタンダードモデルには520MHzのPXA270プロセッサを採用し、メモリは64MB RAMと128MB フラッシュROMを搭載。販売価格は44,800円。ハイエンドモデルには624MHzのPXA270プロセッサを搭載し、他のモデルの2倍の解像度を持つ640×480の3.7インチVGA液晶を採用している。また、16MBのVRAMを持つインテル2700Gマルチメディア・アクセラレータが搭載されており、マルチメディアコンテンツの再生や3Dアプリケーションなどをより高速に処理することが可能となっている。その他の仕様はスタンダードモデルと同一。販売価格は54,800円。海外販売のみのモデルは、416MHzのPXA270プロセッサに、64MBフラッシュROMを搭載した物がエントリーモデルとして販売された。販売価格はUS $ 299。

### X51シリーズ

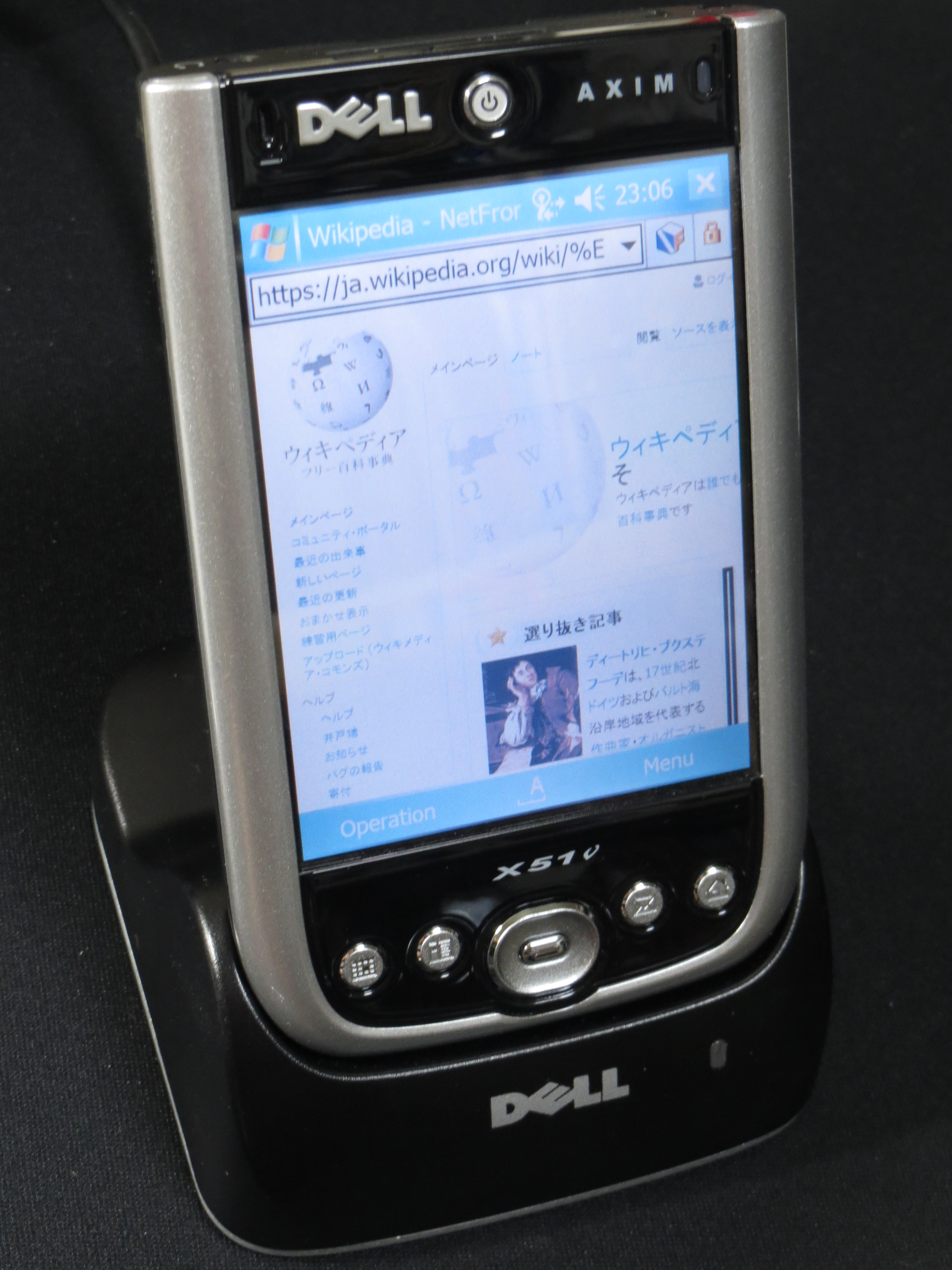
Dell Axim X51V

Aximシリーズ中の最終モデルで、2005年11月24日に3機種（内1機は海外販売のみ）が発売された。OSがWindows Mobile 5.0に更新された他、X51VのみフラッシュROMの容量を256MBまで増加させたこと以外はX50からの変更点はない。非公式だが、有料でRAMを64MBから128MBに増設するサービスが行われていたことがある。販売価格はX51が53,800円、X51Vが63,800円。2007年4月をもって販売を終了した。